# فرنسيسكو مينينديث
فرنسيسكو مينينديث (بالإسبانية: Francisco Menéndez)‏ هو عسكري إسباني، ولد في 1700 في كارولاينا الجنوبية في الولايات المتحدة، وتوفي في 1770.